# اسطلخ جان
اسطلخ جان روستایی از توابع بخش رحمت‌آباد و بلوکات شهرستان رودبار در استان گیلان ایران است.
این روستا دارای استخرهای(سِل) متعدد (پنج سِل بزرگ)می باشد و معمولا یک چشمه در کنار هر سل وجود دارد و از آب سل ها برای آبیاری زمینهای برنج کاری(بیجار یا بِجار)پایین دست استفاره می شود، به همین دلیل نام آن سلِجا می باشد،و روستاهای دیگری مانند اسطلخ گاه (سِلِگاه) و سِلانسَر(بالای سلها) و گاو جا نیز از این دست نامگذاری ها می باشند،که به مرور زمان به اسطلخ گاه و گاو جان تغییر نام یافته اند.

## جمعیت
این روستا در دهستان رحمت‌آباد قرار دارد و براساس سرشماری مرکز آمار ایران در سال ۱۳۸۵، جمعیت آن ۸۳۴ نفر (۲۱۹خانوار) بوده‌است.
این روستا به د لیل وسعت، جمعیت، وجود امامزاده محتشم (ع)، مناطق زیبای گردشگری و همین‌طور نزدیکی به کوه درفک به عنوان مرکزدهستان انتخاب گردیده همچنین این روستا روستای نمونه کشوری به دلیل نداشتن بیکار نیز انتخاب شده است.
این روستا دارای شورای اسلامی با سه عضو بوده و درجه دهیاری آن نیز از ۲ به ۳ ارتقا یافته‌است. نام‌های دیگر این روستا: سلچان و ماه نشین می‌باشد. این روستا بزرگترین روستای بخش بوده و دارای ویژگی‌های خاص جغرافیای و اقلیمی می‌باشد.

## سایت پاراگلایدر اسطلخ‌جان
در سال‌های اخیر، راه‌اندازی سایت پاراگلایدر اسطلخ‌جان در ارتفاعات مشرف به روستای اسطلخ‌جان، نقش مهمی در گسترش گردشگری هوایی و جذب علاقه‌مندان به ورزش‌های ماجراجویانه در استان گیلان داشته‌است.

### ویژگی‌های جوی
باد غالب در این منطقه معمولاً از سمت غرب تا شمال‌غرب می‌وزد که شرایط ایده‌آلی برای پروازهای دیواره‌ای (ریج) ایجاد می‌کند. این جریان‌های هوا لیفت مناسبی بر فراز مسیرهای جنگلی ایجاد کرده و امکان ارتفاع‌گیری و پروازهای طولانی‌مدت را فراهم می‌سازد. پرواز ریج نیازمند رعایت تکنیک‌های ایمنی و فاصله‌گیری مناسب از دیواره است.